# Modelado 360

Ejemplo de modelo 3D dos ejes de rotación

Modelado 360, (también conocida como "fotografía 360 de producto", "360 espín", "360 vista", "Fotografía de Espín" o "Espín de Producto") o modelo 3D generado con base en fotografías, se relaciona con una técnica fotográfica con la que se obtienen una serie de fotos de un objeto girado o rotado en un círculo completo, ocasionalmente en ejes múltiples. Aumentando el número de fotos mejorará el suavizado de las transiciones. Para propósitos comerciales se considera un estándar común 20 a 30 imágenes por rotación, aumentando el número de las fotos por rotación, dados los adelantos en las tecnologías relacionadas. Para componer estas imágenes individuales en una representación 360 interactiva se requiere del empleo de determinadas aplicaciones o software que soporten mover el objeto a izquierda/derecha y también arriba/abajo en el caso de rotaciones en varios ejes. Esto causa el aspecto visual uniforme de un objeto rotando.